# 必殺仕事人 (2023年12月のテレビドラマ)
『必殺仕事人』（ひっさつしごとにん）は、朝日放送テレビ・テレビ朝日・松竹共同製作により、2023年12月29日の21時00分 - 22時54分にテレビ朝日系列で放送されたテレビ時代劇。

## 概要
必殺シリーズ50周年の節目となる作品。渡辺小五郎を演じてきた東山紀之は、2023年一杯での芸能活動引退を発表していた為、今作が事実上の引退作となる。この影響で本作は年末に放送される形となり、2023年は異例の年間2本の放送形態となった。
前作で遠藤憲一の演じる瓦屋の陣八郎を失った仕事人一同に、新たに松下奈緒の演じる髪結い師・棗が加わる。女性の仕事人の誕生は2007年の『必殺仕事人2007』以来、実に16年ぶりである。松下にとっても、殺陣や立ち回りは本作が初となる。
放映日には本作に加えて『大岡越前スペシャル』と、東山主演による時代劇2本が放映されたこともあり、インターネット上では「必殺仕事人」がトレンドワード入りするほど盛況となった。仕事人の新メンバーの加入により、続編を想定しての制作を彷彿させ、東山も本作を「新たな局面を迎える作品」としていたが、制作側の朝日放送テレビは、東山引退後のシリーズの動向について、2023年12月時点で「今後については何も決まっていない」としている。

## あらすじ
小五郎たち仕事人は江戸の町で、裏稼業で悪人たちを成敗し続ける。その1人であるリュウは、陣八郎の形見である鏨で悪人に挑むも、慣れない道具で仕事に失敗し、菊が密かに呼び寄せていた流しの仕事人の雪丸に救われる。
同じ頃、町では「牛鬼」と呼ばれる謎の辻斬りが、人々を不安がらせている。作事奉行の豊川は奉行所の小五郎たちに、見回りの強化を命じる。豊川は豪商のツネと共に、町の人々の長年の願いである橋の建築工事を推し進めており、リュウもその工事に加わる。
一方で涼次は、菊の家で髪結いの棗と知り合い、その美貌に心を奪われる。女形役者の蔦八らの芝居小屋で顔を合わせる内に、涼次はさらに棗に惹かれるが、実は棗が辛い過去を抱えていると知る。涼次はその悲痛さに絶句しつつも、芝居小屋で踊り子たちの絵を描き続けるが、やがて踊り子の1人・きよ花の姿がないことに気づく。
仕事人一同は雪丸がリュウの仕事を奪うなど、次第に不穏な空気が漂い始める。やがて橋の工事の裏に隠された権力者の思惑と欲望が、人々の運命をも狂わせてゆく。

## 登場人物

### 仕事人
渡辺小五郎（わたなべ しょうごろう）
演 - 東山紀之
表の顔は本町奉行所の見廻り同心、家では肩身の狭い婿養子。
経師屋の涼次（きょうじやのりょうじ）
演 - 松岡昌宏
表の顔は襖や屏風を修繕する経師屋。本作では絵師として、芝居小屋の踊り子の絵を描いている。
リュウ
演 - 知念侑李
表の顔は様々な職を転々とする風来坊。本作では橋の工事に加わる。
花御殿のお菊（はなごてんのおきく）
演 - 和久井映見
表の顔は常磐津の師匠、裏では頼み人の依頼を受けて仕事を取り仕切る仕事人グループの元締。
髪結い師の棗（なつめ）
演 - 松下奈緒
腕の良さで多くの指名客を持つ髪結い師。お菊の誘いを受けて、仕事人グループに加わる。
雪丸（ゆきまる）
演 - 中尾明慶
流しの仕事人。普段は飄々とした態度だが、裏稼業では冷酷な仕事人となる。
道場破りの最中に里中により用心棒として雇い入れられ、豊川の始末に訪れた小五郎との一騎打ちの末に敗死した。

### 周囲の人物
増村倫太郎（ますむら りんたろう）
演 - 生瀬勝久
本町奉行所に勤める与力で、小五郎たちの上司。
住之江彦左衛門（すみのえ ひこざえもん）
演 - 松尾諭
本町奉行所の同心で、小五郎の相棒。
綾小路てん（あやのこうじ てん）
演 - キムラ緑子
ふくの叔母。前作から引き続き、渡辺家に同居している。
渡辺ふく（わたなべ ふく）
演 - 中越典子
小五郎の妻。

### ゲスト
きよ花（きよはな）
演 - 小西桜子
芝居小屋で売り出し中の踊り子「神田女子衆」の1人。
蔦八に手篭めにされたことを告発しようとするも踊り子仲間に信じてもらえず、蔦八にもしらを切られたことで瓦版を利用し世間に訴えようとするも権太の手先により「自身の売名のための狂言」と町民に吹き込んだことで逆に責め立てられ精神的に追い込まれた末に包丁で自身の胸を突き刺し、自害し果てるという悲劇を迎えた。
豊川大和守忠次（とよかわ やまとのかみ ただつぐ）
演 - 田山涼成
作事奉行。橋の設置工事を取り仕切る。
実はツネらと共謀して普請のための金を中抜きしていた。
里中十三郎（さとなか じゅうざぶろう）
演 - 冨家ノリマサ
豊川の側近。
弥十郎（やじゅうろう）
演 - 春海四方
大工の棟梁。リュウと共に橋の工事を行う。
実は豊川やツネらと結託して橋の普請のための金を中抜きするため、六助らに見せた図面とお上からより高額の金を引っ張り出すための立派な橋の図面を二通り用意していた。
六助（ろくすけ）
演 - 平井亜門
渡り大工。リュウと共に橋の工事を行う。
工事中に自身が見せられたものとは違う図面を拾ったことで工事に疑問を覚え、大雨によって橋が流され母が死亡したことで橋の手抜き工事に気づいて図面を持参してツネを問い詰めるも弥十郎と里中に捕らえられ、ツネに図面を被せられた上で水を垂らされ窒息死する。その後は川に遺棄された上にツネによって橋が崩れたことを責めて自害したと汚名をなすりつけられる。(ツネが偽造した書きつけの字を見たリュウが自分の字でないことに気づき真相を知るきっかけとなる)
権太（ごんた）
演 - 加治将樹
「神田女子衆」の興行主。
梅三（うめぞう）
演 - 黒田大輔
きよ花のファン。
おぃ安（おぃやす）
演 - おいでやす小田
香具師。
番備（ばんび）
演 - ヴァンビ
巾着切り。
高岸之介（たか きしのすけ）
演 - 高岸宏行（ティモンディ）
浪人。
安兵衛（やすべえ）
演 - 武田幸三
ヤクザ者。
又吉（またきち）
演 - 増田修一朗
ヤクザ者。
菊村蔦八（きくむら つたはち）
演 - 野間口徹
人気の女形役者。芝居小屋で踊り子たちによる「神田女子衆」を企画する。
山崎ツネ（やまざき つね）
演 - 松下由樹
小間物問屋「山崎屋」女将。人柄が大らかで、人々から「仏」と慕われる。
しかし、値上がりによる店の経営難から裏で豊川らと結託して橋の普請のための金を中抜きしていた。
中抜きに気づいた六助の顔に彼が持参した図面を被せた上で水を垂らして窒息死させ、彼の遺体を川へ遺棄した。そして発見者を装って彼に橋の崩壊した原因をなすりつけた。

## 殺し技
渡辺小五郎
大刀で悪人を刺す、斬る。今作ではクライマックスでの雪丸との対戦時に大刀を用いた剣戟を繰り広げ、中盤の蔦八を相手にした仕事では棗に的の蔦八を先に始末されてしまった。
経師屋の涼次
悪人の背後に回り、仕込み筆から抜き出した長い錐を相手の肩口から深く突き刺して、心臓まで到達させて血を体内に噴出させる。
リュウ
懐剣（または脇差や剪定鋏などの小振りの刃物）を用いて悪人の急所を突き刺したり、喉を切り裂く。序盤のおぃ安を相手にした仕事では前作で殉職した瓦屋の陣八郎の形見であるメリケンサック型の鏨を用いた殺し技を披露したが、慣れない殺し技であった上にリュウ自身が仕事に気持ちが入っていなかった所為で失敗した。
髪結い師の棗
中盤に蔦八を始末するまでは夫の形見の刀による剣戟で悪人を殺していたが、仕事人に参加する事を決意した際に刀を放棄。ツネを始末する際には紐を投げて首に絡ませ、絞殺する殺し技に変わった。
雪丸
小五郎と同じく、大刀で悪人を刺す、斬るが、安兵衛と又吉を始末する際には二人が倒れても必要以上に刺したり、斬り付けるなど、雪丸の好戦的且つ加虐的な性格を体現した様な残忍な殺し技を用いる。

## スタッフ
- 脚本 - 西田征史[14]
- 監督 - 石原興[14]
- 音楽 - 平尾昌晃[14]
- エグゼクティブプロデューサー - 内山聖子（テレビ朝日）[14]
- チーフプロデューサー - 近藤真広（朝日放送テレビ）[14]
- プロデューサー - 山崎宏太（朝日放送テレビ）、山川秀樹（テレビ朝日）、秋山貴人（テレビ朝日）、渡邊竜（松竹）[14]
- 制作 - 朝日放送テレビ、テレビ朝日、松竹[14]